# Resolution 654 des UN-Sicherheitsrates
Die Resolution 654 des UN-Sicherheitsrates ist eine Resolution, die der Sicherheitsrat der Vereinten Nationen in seiner 2921. Sitzung am 4. Mai 1990 einstimmig beschloss. Unter Verweis auf die Resolutionen 637 (1989), 644 (1989), 650 (1990) und 653 (1990) billigte der Rat einen Bericht des Generalsekretärs und beschloss, das Mandat der Misión de Observación de las Naciones Unidas en El Salvador um weitere sechs Monate bis zum 7. November 1990 zu verlängern.
Der Beschluss zur Verlängerung des Mandats wurde in der Annahme gefasst, dass der Demobilisierungsprozess der Contras und anderer Widerstände in Nicaragua bis zum 10. Juni 1990 abgeschlossen sein würde. In der Entschließung wurde ferner darauf hingewiesen, dass angesichts der gestiegenen Nachfrage nach den Friedenstruppen der Vereinten Nationen die finanziellen Kosten der Beobachtergruppe weiterhin aufmerksam verfolgt werden müssen.
Der Rat begrüßte ferner die Bemühungen des Generalsekretärs um eine Lösung des Konflikts in El Salvador, der die Regierung von El Salvador und die Frente Farabundo Martí para la Liberación Nacional betrifft, und ersuchte ihn, bis zum 10. Juni 1990 über den Abschluss des Demobilisierungsprozesses Bericht zu erstatten.

## Externe Quellen
- Text der Resolution (PDF; 199 kB) auf undocs.org (englisch)